# Ercole e la regina di Lidia
Ercole e la regina di Lidia è un film del 1959 diretto da Pietro Francisci.
Il soggetto è liberamente tratto dalle opere Edipo a Colono di Sofocle e I sette a Tebe di Eschilo.
È il seguito di un altro peplum, Le fatiche di Ercole, diretto l'anno precedente sempre da Francisci, che aveva riscosso grande successo in tutto il mondo.

## Trama
Ercole, di ritorno insieme alla moglie Iole e a Ulisse, il suo giovane amico, trova la strada per Tebe, la sua città, sbarrata dal gigante Anteo che gli impedisce di proseguire. Ercole vince con facilità il suo avversario che, però, ogni volta che cade a terra, riacquista le sue forze, essendo figlio di Gea, la dea della terra. L'astuto Ulisse suggerisce allora a Ercole di tenere il suo avversario lontano dal suolo: l'eroe, per liberarsi dell'avversario, lo getta in mare buttandolo giù da una scogliera.
Ripreso il viaggio, i tre si imbattono in Edipo, il re in esilio, che ha lasciato il regno ai figli Eteocle e Polinice. Il patto tra i due fratelli, quello di regnare su Tebe ognuno un anno, viene rotto da Eteocle, che adesso, scaduto il suo mandato, si rifiuta di cedere il regno a Polinice. Per impedire che la sua città soffra della guerra intestina tra i due fratelli, Ercole si offre come intermediario per dirimere la questione. Lasciata la moglie in città, parte insieme a Ulisse per recarsi come ambasciatore da Polinice che, alla testa di un'armata di argolidi, si appresta ad assediare Tebe.
Durante il viaggio, Ercole e Ulisse si fermano per fare una sosta. L'eroe, dopo aver bevuto dell'acqua da una fonte, cade in un innaturale e profondo sonno. Ulisse, accorso in suo aiuto, si vede all'improvviso circondato da numerosi soldati: fingendosi sordomuto, si lascia prendere prigioniero facendosi passare per il servo dell'eroe dormiente che, a sua volta, viene preso e portato via su una nave che lo conduce in Lidia, dalla regina Onfale. La donna, che rapisce i suoi amanti per sottometterli fino a quando non perde interesse per loro, è intenzionata a uccidere anche Ercole, che diventerà - da morto - uno dei numerosi corpi imbalsamati di cui lei fa collezione.
Al suo risveglio, l'eroe ha perso del tutto la memoria e anche la sua forza. Ulisse si rende conto che la causa si trova nei poteri magici di quell'acqua che le ancelle fanno bere a Ercole attingendola da un'anfora. Il giovane rovescia di proposito la coppa che contiene la bevanda, sostituendola poi con dell'acqua normale. Ercole, che era diventato schiavo della passione che gli suscita Onfale, a poco a poco recupera non solo la sua forza, ma anche qualche reminiscenza dei suoi ricordi passati. Avvisato da Ulisse, che è riuscito a mandare a Itaca un messaggio per mezzo di un piccione viaggiatore, arriva Laerte, il padre del giovane, accompagnato da alcuni compagni, tra cui Castore e Polluce. La regina finge di accogliere amichevolmente gli ospiti stranieri, ma poi cerca di scoprire lo scopo della loro venuta seducendo il bel Castore.
La notte, Ercole, lasciato solo dall'amante, la cerca infuriato per trovarla insieme al gruppo di greci giunti in suo aiuto. Ma, ancora obnubilato, non riconosce subito gli amici. Onfale, che comincia ad ammettere di amare Ercole, dichiara di lasciarlo libero insieme ai suoi. La sua guardia, invece, attacca i greci che riescono a fuggire attraversando i meandri delle grotte che portano fino al mare dove li attende la nave che li ha portato in Lidia. Rimasta sola, Onfale, distrutta, si getta nella vasca dell'imbalsamazione, trovandovi la morte.
Nel frattempo a Tebe, Eteocle, davanti all'esercito guidato da Polinice, crede che Ercole - sparito da giorni - lo abbia tradito e fa uccidere i familiari dell'eroe facendoli precipitare dalle mura, promettendo una sorte simile anche a Iole. Ercole, con i compagni, riesce a introdursi dentro la cinta muraria, alla ricerca della moglie che, invece, è riuscita a fuggire. I due fratelli, intanto, sono scesi in campo aperto, decisi a risolvere il loro contenzioso con un duello che li oppone uno contro l'altro. Il vincitore sembra essere Eteocle che, dopo essersi proclamato re di Tebe, cade però anche lui morto a causa delle ferite. Anfiarao, nemico di Ercole, capo dell'esercito nemico, è deciso a proseguire l'attacco e a conquistare la città. Minaccia anche Ercole, mostrandogli un indumento appartenente a Iole, che lui ha fatto prigioniera. Ma l'eroe, insieme ai suoi compagni, si mette alla testa dei tebani che ribaltano con un attacco le sorti della guerra, sconfiggendo i nemici.
Iole ed Ercole, finalmente riuniti, assistono al rogo cerimoniale dei due figli di Edipo celebrato da Creonte, nuovo re di Tebe.

## Distribuzione
Il film venne distribuito in Italia il 14 febbraio 1959, in Francia il 4 settembre 1959 e negli Stati Uniti il 30 giugno 1960.

## Accoglienza

### Incassi
In Italia il film ebbe molto successo, incassando 890.010.448 lire dell'epoca, classificandosi così al 10º posto nella classifica dei film dal maggiore incasso della stagione cinematografica italiana 1958-1959.
Ebbe un buon riscontro anche negli Stati Uniti, dove incassò 2.500.000 dollari del tempo.